# Stereomastis panglao
Stereomastis panglao is een tienpotigensoort uit de familie van de Polychelidae. De wetenschappelijke naam van de soort is voor het eerst geldig gepubliceerd in 2008 door Ahyong & Chan.